# Parlamentsvalget i Ungarn 1990
Parlamentsvalget i Ungarn i 1990 var det første frie valg i landet siden 1945. De konservative og nationalistiske MDF vandt over det mere liberale og internationale SzDSz. MDFs leder Jozsef Antall blev statsminister i en koalitionsregering med KDNP og FKgP.

## Valgresultat
| Parti  | Stemmer i % | Mandater | Mandater i % |
| ------ | ----------- | -------- | ------------ |
| MSzP   | 10,9        | 33       | 8,5          |
| SzDSz  | 21,4        | 92       | 23,8         |
| Fidesz | 8,9         | 21       | 5,4          |
| KDNP   | 6,6         | 21       | 5,4          |
| MDF    | 24,7        | 165      | 42,7         |
| FKgP   | 11,8        | 43       | 11,1         |
| andre  | 15,8        | 11       | 2,8          |

Kilde: Sitter, Nick: "Ungarn – stabilisering gjennom konkurranse", i Elisabeth Bakke (red): Sentral-Europa og Baltikum etter 1989 (2. utg.), Samlaget, 2006, 280 s. ISBN 82-521-6786-1.